# مايك فرانز
مايك فرانز (بالألمانية: Maik Franz)‏ (مواليد 5 أغسطس 1981 في ميرسيبورغ - ألمانيا) لاعب كرة قدم ألماني يلعب حاليا لصالح نادي الدرجة الأولى آينتراخت فرانكفورت الألماني منذ 2009 في مركز قلب الدفاع .

## روابط خارجية
- مايك فرانز على موقع قاعدة بيانات كرة القدم.إي يو (الإنجليزية)
- مايك فرانز على موقع بيانات كرة القدم. دي إي (الألمانية)
- مايك فرانز على موقع عالم كرة القدم.نت (الإنجليزية)
- مايك فرانز على موقع كووورة